# Mellieħa Sports Club
Maillots
Le Mellieħa Sports Club ou Mellieħa S.C., est un club maltais de football basé à Mellieħa, fondé en 1961.
Le club évolue une seule fois dans le championnat maltais de première division, lors de la saison 1992-1993. À cette occasion, il se classe dernier du championnat, avec deux victoires, trois matchs nuls et treize défaites, soit un maigre total de 6 points.

## Historique
- 1961 : fondation du club